# Grójczyk
Grójczyk – wieś w Polsce położona w województwie kujawsko-pomorskim, w powiecie włocławskim, w gminie Boniewo.
W latach 1975–1998 miejscowość administracyjnie należała do województwa włocławskiego. Według Narodowego Spisu Powszechnego (III 2011 r.) liczyła 89 mieszkańców. Jest dziewiętnastą co do wielkości miejscowością gminy Boniewo.

## Historia
Wieś i folwark Grójczyk od drugiej połowy XVIII wieku do XIX wieku był własnością rodziny Sikorskichherbu Cietrzew, właścicieli pobliskiego Grójca. We wsi był dworek z parkiem. Dworek zburzono w latach osiemdziesiątych XX wieku. W XIX wieku wieś zamieszkiwali również osadnicy z Niemiec i Holandii. W roku 1838 istniała w Grójczyku szkoła ewangelicka prowadzona przez Johanna Guhse. Dobra majątku Grójczykobejmowały folwark i wieś Grójczyk, folwark Klawisz z osadą młyńską i folwark Sułkówek w 1888 roku odłączony od Grójczyka.
W roku 1918 staraniem młodzieży i dziedziczki Grójczyka I. Zawadzkiej we wsi utworzono książnicę liczącą 200 książek.